# 试播集 (橘子郡男孩)
美国电视剧《橘子郡男孩》的《试播集》（英語：或）于2003年8月5日通过福克斯电视网络在美国首播。本集由剧集主创乔什·施瓦兹编剧，执行制作人道格·李曼执导，故事背景在加利福尼亚州橙县的纽波特比奇展开，问题少年瑞恩·阿特伍德（班杰明·麦肯锡饰）开始接触到这里的富足生活。
选角导演帕特里克·拉什和阿利森·西尔弗伯格在距剧集开拍8到10周前就开始为剧中主要人物物色演员，其中瑞恩一角的演员挑选工作难度特别大。施瓦兹曾就读南加州大学，感觉自己仿佛是“神经质的犹太男孩来到水球运动员的地盘上”，《橘子郡男孩》中的塞斯·科恩（亚当·布罗迪饰）就是根据他的这段经历改编。本集中出场中另外几个核心人物分别是塞斯的双亲桑迪·科恩（彼得·盖勒饰）和克尔斯滕·科恩（凯利·罗万）饰，还有他们的少女邻居玛丽莎·库珀（米莎·巴顿饰）。
剧集首播的前半小时收视率领先，节目也获得评论界的普遍好评，施瓦兹因本集获美国编剧工会奖剧情类最佳编剧奖提名。拉什和西尔弗伯格因在演员挑选工作上的突出表现获奥提欧斯奖剧情类试播剧集选角奖提名。剧集在电视上首播时的宽高比为4比3，2007年11月发行时再转制成宽屏比例。2005年4月26日，节目发行，并且可以通过随选视讯点播。

## 剧情
剧集直接开场，开头没有片头和字幕。特雷·阿特伍德（Trey Atwood，布拉德利·斯泰克尔饰）和弟弟瑞恩一起偷了辆车，但很快就被警察逮捕，特雷进了监狱，瑞恩年龄尚小，所以被送进少管所。从瑞恩和公设辩护律师桑迪·科恩（Sandy Cohen）之间的对话可以看出，瑞恩是个成长经历颇为坎坷的聪明娃，已经多次逃学或休学，但却高达98%。瑞恩的妈妈道恩·阿特伍德（Dawn Atwood，达芙妮·阿什布洛克饰）来接儿子，桑迪给瑞恩留了张名片。回到奇诺后，道恩要求儿子离开这个家，她的男友·（罗恩·德尔·巴里奥饰）甚至直接动手把瑞恩赶了出去。无处可去的瑞恩用投币电话打给桑迪求助，桑迪开车过来，带着孩子回自己位于纽波特比奇的家，片头字幕和主题音乐也在这时出现。
桑迪告诉夫人克尔斯滕·科恩（Kirsten Cohen），他打算留瑞恩过夜，瑞恩这时见到科恩的少女邻居玛丽莎·库珀（Marissa Cooper）。玛丽莎的男友卢克·沃德（Luke Ward）来接她出去玩，这时她邀请瑞恩出席次日晚上的时装秀募捐活动。次日，桑迪的儿子塞斯告诉瑞恩，自己喜欢上一个叫萨默·罗伯茨（Summer Roberts）的女孩，希望能开着自家的船带她一起去大溪地，但萨默却始终对他视而不见。之后，玛丽莎和母亲朱莉·库珀（Julie Cooper，美琳达·克拉克饰）、父亲吉米·库珀（Jimmy Cooper，泰特·多诺万饰），还有妹妹凯特林·库珀（Kaitlin Cooper，谢琳·伍德蕾饰）一起去看时装秀。瑞恩也随科恩一家出席。
时装秀结束后，萨默邀请瑞恩去参加聚会，瑞恩于是说服塞斯同行。这个晚上，塞斯首次接触到纽波特比奇纸醉金迷的一面，聚会上的狂野，如性爱、毒品和酒精都对他构成巨大的旅惑。瑞恩在一边和玛丽莎调情，卢克则带着另一个女孩前去海滩。过了一段时间，正处于高度兴奋状态的萨默想要勾引瑞恩，但被后者拒绝。但是，一旁的塞斯却产生误会，妒忌和愤怒之下把瑞恩的真实来历当众说了出来。塞斯走到海滩上，被包括卢克在内的几个水球运动员欺负。瑞恩上前攻击卢克保护塞斯，但卢克一方人多势众，瑞恩和塞斯都被痛打了一顿。回到科恩家后，瑞恩看到玛丽莎一人醉倒在车上，她的朋友也不知所踪，于是又把她背到科恩的房子里休息。次日早上，克尔斯滕看到几个孩子一蹋糊涂的样子后非常不满，觉得瑞恩的出现对儿子会有不好的影响，要求桑迪把瑞恩送走。桑迪开车送瑞恩回奇诺，但却发现孩子家里已空空如也，于是又带着他返回纽波特比奇。

## 制作

### 构想
2002年，乔什·施瓦兹（Josh Schwartz）结识仙境影视公司的约瑟夫·麦克金提·尼彻和丝黛芬妮·萨维奇（Stephanie Savage），两人告诉施瓦兹，他们打算制作一部以尼彻的故乡纽波特比奇为背景的电视剧。萨维奇提议制作一部类似《龙虎少年队》这样融警察和极限运动为一体的电视剧，但施瓦兹对这两类题材所知甚少。就读南加州大学期间，施瓦兹与纽波特比奇居民打过交道，所以他主动向尼彻和萨维奇提出自己的建议。2002年8月，几位主创将电视剧创作理念告知福克斯和华纳兄弟，福克斯同意注资，打算在次年夏季开播。由于尼彻需要拍摄《霹雳娇娃：全速进攻》，因此道格·李曼成为试播集的导演。2003年5月，报道确认《橘子郡男孩》会在2003至2004年电视剧档期面世；6月，又有报道确认试播集将于2003年8月5日播出。

### 演员
选角导演帕特里克·拉什（Patrick J. Rush）和阿利森·西尔弗伯格（Alyson Silverberg）在距剧集开拍8到10周前就开始为剧中主要人物物色演员，施瓦兹、尼彻和萨维奇提供建议。拉什和西尔弗伯格之后双双获美国选角导演协会奥提欧斯奖剧情类试播剧集选角奖提名。
2003年2月，彼得·盖勒获选出演桑迪·科恩，成为首位确定出演的主要演员。凯利·罗万（Kelly Rowan）经过5次试镜，于2003年3月获选出演桑迪的夫人克尔斯滕。制作人希望能为瑞恩·阿特伍德一角找到“完美”人选，所以该角色的演员挑选工作在拉什看来难度特别大。班杰明·麦肯锡此前曾参加联合派拉蒙电视网某情景喜剧的试镜，但未能入选，经过华纳兄弟公司推荐，剧情邀请麦肯锡前来试镜。2003年3月，麦肯锡加入节目组。此前他的演出经验并不多，之后还称制作人一定是非常有自信才会选择自己出演。就读南加州大学期间，施瓦兹感觉自己仿佛是“神经质的犹太男孩来到水球运动员的地盘上”，塞斯一角就是根据他的这段经历改编。亚当·布罗迪起初有意出演瑞恩一角，但之后发现自己不适合出演这种“坏小子”。参加塞斯一角试镜期间，布罗迪在自由发挥环节表现欠佳，之后再度试镜才得以入选，于2003年3月加入节目组。
米莎·巴顿曾出演过尼彻执导的电视剧《快车道》（Fastlane），她于2003年2月获选出演玛丽莎·库珀。泰特·多诺万（Tate Donovan）于同年3月获选扮演吉米·库珀。美琳达·克拉克（Melinda Clarke）在剧中客串饰演朱莉·库珀，不过朱莉一角起初的台词很少，没有安排演员试镜，克拉克当时是参加克尔斯滕一角的试镜。蕾切尔·比尔森曾参加电视剧《雪山镇》的试镜，但未能入选，后经他人向施瓦兹推荐而得以在剧集中客串萨默·罗伯茨一角，制片人起初预想该角色是“身材高挑的加州金发女郎”。克拉克和比尔森之后都从客串升级为剧集的常见角色演员。出演卢克·沃德的克里斯·卡马克（Chris Carmack）在这集还是客串演员，但到了下集就成为节目的常见演员。

### 拍摄

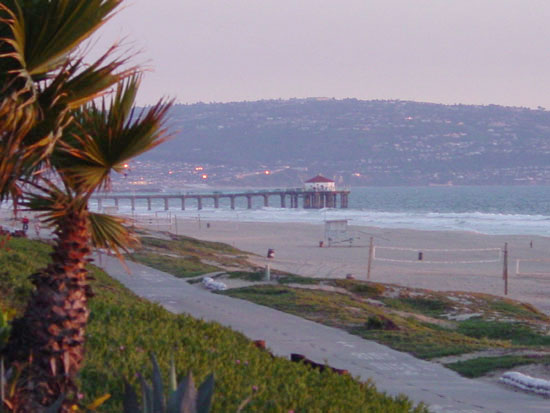
曼哈顿海滩是剧集的主要外景地之一

《橘子郡男孩》的主要剧情虽然发生在纽波特比奇，但如果在这里取景，剧组会因违反所谓“30英里区域”的规定遭受经济处罚，洛杉矶县的曼哈顿海滩因此成为剧集的主要外景地。瑞恩位于奇诺的家是在洛杉矶取景。节目的大部分镜头都是用35毫米电影胶片摄制。有一场瑞恩在奇诺老家的戏是由导演李曼亲自使用手持摄像机拍摄，据萨维奇表示，这可以避免节目给人“光鲜肥皂剧”的印象。
科恩一家所住的豪宅是在马利布取景。为了试播集的拍摄需要，剧组还搭建了摸拟的游泳池屋，摄制工作完成后再予拆除。之后的剧集中也有这栋豪宅的镜头，剧组为此在曼哈顿海滩的罗利影城片场搭建外景，此前拍摄的豪宅外部镜头也在之后继续使用。本集中的时装秀是在威尔希尔艾贝尔剧院（Wilshire Ebell Theatre）拍摄，虽然这段内容在剧情推动上没有什么作用，但施瓦兹认为有必要让观众了解剧中人物的生活氛围。时装秀之后的聚会是在马里布的一幢海滨别墅拍摄，摄制工作连续花了3个晚上完成。

## 播映和媒体发行
北美东部时区2003年8月5日，《试播集》通过福克斯广播公司在美国首播，并通过CTV电视网在加拿大同步播出。福克斯安排剧集在这个时候开播，避开秋季大部分电视剧的首播时间，希望能在10月棒球大联盟季后赛全面展开前为节目争取观众群。格林尼治平时2004年3月7日晚上21点，《试播集》经第四台在英国首播，之后再经第九台向澳大利亚观众亮相。华纳兄弟原计划于2005年3月发行包括《试播集》在内多个节目的，但该计划之后流产，《试播集》的改在同年4月26日发布。本集在电视上播出时的宽高比为4比3，2007年11月发行全剧1区时转制成宽屏比例，但2区仍然保留原有宽高比。美国观众还可以通过亚马逊视频的随选视讯点播本集，美国和英国的iTunes Store都有这集发售。

## 反响
《试播集》在美国首播期间吸引到746万观众收看，在该时段节目中排名第2，仅次于真人实境秀《最后动漫》（Last Comic Standing）。从尼尔森收视率调查结果来看，本集的前半小时收视率为6.8/11，意味着美国所有电视用户中有6.8%在前半小时里收看这集，而当时有看电视的观众中则有11%选择《试播集》，这个成绩在当晚21点至21:30的所有电视节目中居首，但后半小时小幅跌至6.7/10，被《最后动漫》超越。剧集在当晚12至17岁年龄段观众群中的收视率位居第一，但在18至49岁年龄段这一目标观众群只吸引到2.9/8的尼尔森收视率，成绩未及预期。《试播集》的播出时段排在另一档真人实境秀《美国青年》（American Juniors）之后，福克斯公司表示对节目的收视成绩“相当满意”。施瓦兹因本集获美国编剧工会奖剧情类最佳编剧奖提名，选角导演拉什和西尔弗伯格获美国选角导演协会奥提欧斯奖剧情类试播剧集选角奖提名。不过，奇诺的城市经理格伦·罗哈斯（Glen Rojas）指责本集对奇诺的“负面描述”。
《娱乐周刊》的卡琳娜·肖卡诺（Carina Chocano）称赞《橘子郡男孩》与众不同，既不像“近来的青少年题材电视剧那样娇柔做作却又故作真诚”，也没有落入艾伦·斯班林风格的俗套，“令人耳目一新”。《今日美国》的罗伯特·比安科（Robert Bianco）将剧集同福克斯公司另一档成绩斐然的电视剧《飞越比佛利》对比，认为《橘子郡男孩》不但剧本和表演都更出彩，而且“令人难以置信的是”，看起来“也更好看”。他称赞一众演员外型出众，演技也不逊色，而且还能“在保持节目总体格调的基础上给出巧妙的发散”。南希·富兰克林（Nancy Franklin）在《纽约客》发文，批评本集剧情都在预料之中，但对亚当·布罗迪饰演的塞斯一角感到满意，称“他说话太多太快，还自言自语，型体姿态显得毫无自信。简单来说，这个角色真可爱。”《匹兹堡邮报》（Pittsburgh Post-Gazette）的罗布·欧文（Rob Owen）认为，班杰明·麦肯锡在表演方面有时会容易出现过度戏剧化的倾向，他还觉得剧中青年人物“如此可恨”的同时又很平淡，导致节目令人“几乎看不下去”。不过，他也称赞节目还是有一些可圈可点之处，能让人感到享受。安德鲁·格罗斯曼（Andrew Grossman）在《波士顿环球报》撰文称，“布罗迪让人瞬间就喜欢上塞斯”，而且巴顿表现也很出彩，把玛丽莎那种竭力周旋于两个世界间的焦虑表达得淋漓尽致，不过，他认为瑞恩“看上去似乎没有多少显著的性格特征”。《旧金山纪事报》的蒂姆·古德曼（Tim Goodman）认为《试播集》表现精湛，称麦肯锡“本质上是在扮演詹姆斯·迪恩”。他还将麦肯锡同罗素·克劳相提并论，称麦肯锡沉着到位地主导了整场演出。

## 流行文化
本集中卢克和朋友一起痛打瑞恩后留下一句台词：“欢迎来橙县，婊子”，这句话成为《橘子郡男孩》的招牌台词。电视地带（TV Land）频道在2006年评选“百佳电视台词或流行语”时将这句话排在第83位。《卫报》的哈德利·弗里曼（Hadley Freeman）指出，这部聚焦青少年的电视剧重新激起人们对青少年市场的关注，许多文化参照元素也由此引申出来，在他看来，剧中经过裁剪的上衣、超短裙，以及串珠搭配的人字拖展现出“西海岸占决定性地位的时尚风貌”。本集中有关时尚的文化参照包括：朱莉·库珀询问自己即将进入青春期的女儿：“你喜欢我把头发这么拉直吗？还是看起来有些太像艾薇儿·拉维尼？”剧中还有另一位母亲对女儿的装扮不满：“你干嘛给我女儿穿卡尔文·克雷恩？她应该穿王薇薇（设计的服装）！”虽已进入青春期，但在思想上却与同龄人存在距离的塞斯一度抱怨：“这些孩子每天都有时装秀”。
剧集中的音乐也引起关注，《橘子郡男孩》也被称为“用来听的节目”。《电视指南》的迈克尔·派克（Michael Peck）称自己收到大量邮件，询问迷惑之星合唱团（Mazzy Star）歌曲《化为尘土》（Into Dust）的相关信息，这首歌在本集瑞恩将玛丽莎抱进卧室时作为背景音乐播放。剧中采用的其它音乐包括全美反对阵线2003年的热门单曲。黑眼豆豆2003年多白金唱片中的，施瓦兹在本集中最喜欢的音乐桥段是约瑟夫·阿瑟（Joseph Arthur）的《甜心和月亮》（Honey and the Moon），他还表示，自己创作《试播集》的剧本期间也因这首歌受益匪浅。此外，乐队也因本集片头曲《加利福尼亚》（California）得以进入主流音乐市场。